# Mercedes-Benz Medio
 (signalé en juillet 2025).
Si vous disposez d'ouvrages ou d'articles de référence ou si vous connaissez des sites web de qualité traitant du thème abordé ici, merci de compléter l'article en donnant les références utiles à sa vérifiabilité et en les liant à la section « Notes et références ».
- Archive Wikiwix
- Bing
- Cairn
- DuckDuckGo
- E. Universalis
- Gallica
- Google
- G. Books
- G. News
- G. Scholar
- Persée
- Qwant
- (zh) Baidu
- (ru) Yandex
- (wd) trouver des œuvres sur Wikidata

 (novembre 2023).
Le Mercedes-Benz Medio est un midibus de Daimler AG ou de sa filiale EvoBus basée à Kirchheim unter Teck. L'autobus était disponible en deux variantes :
- Autocar
- Autobus interurbain

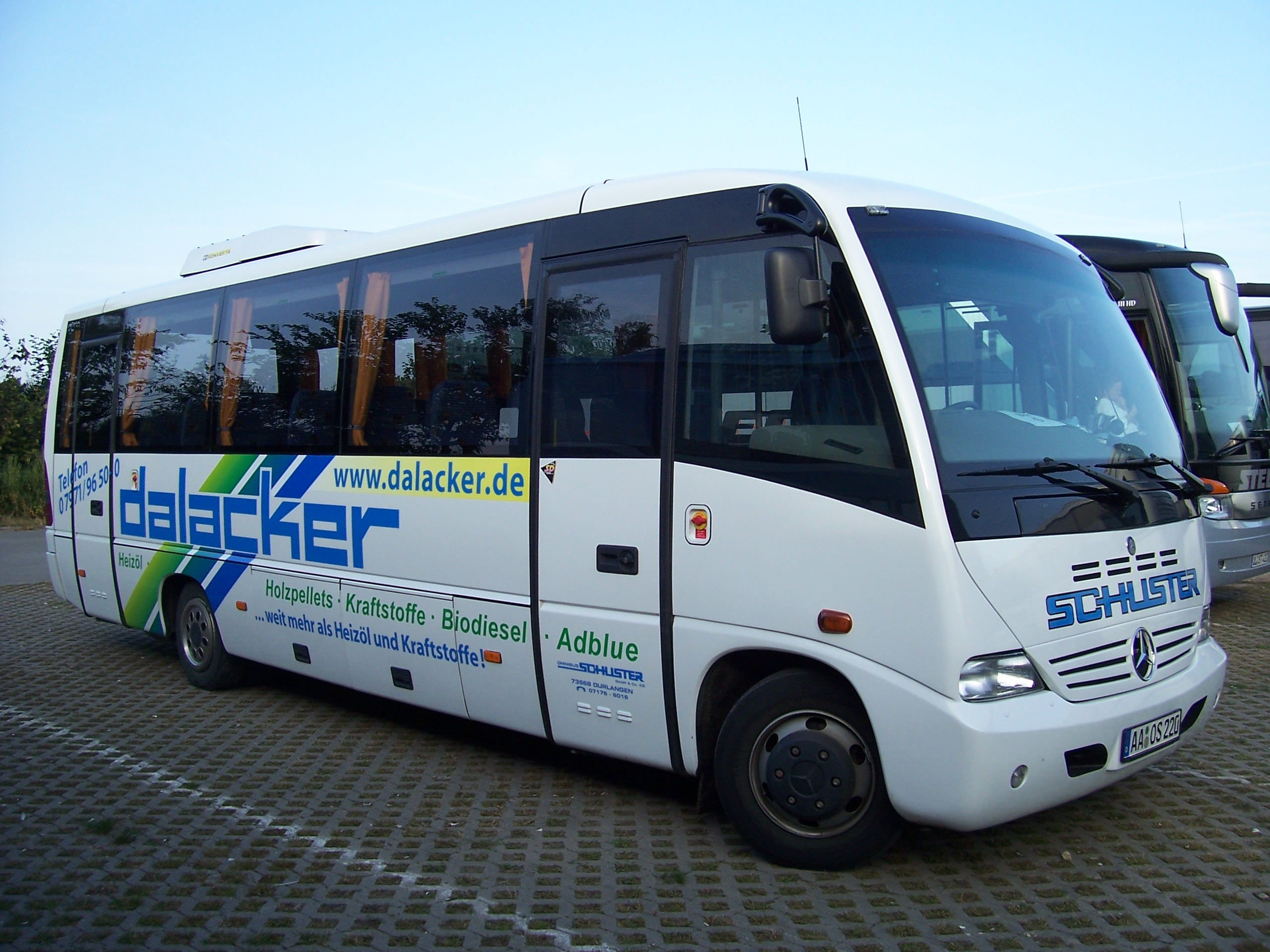
Un midibus Mercedes-Benz Medio à Mannheim

Le Mercedes-Benz Medio a été présenté pour la première fois au Salon de l'automobile de Francfort 2000. Il s'agit du premier midibus développé par le centre de compétence midibus d'EvoBus et il dispose de 26 places en version autocar et de 40 places en version autobus interurbain. L'autobus mesure 7,6 m de long et a un poids total en charge de 8,2 tonnes. L'empattement est de 4 250 mm.
La base du Mercedes-Benz Medio était le châssis de l'utilitaire Mercedes-Benz Vario. L'autobus a été développé par Evobus et le carrossier italien Tomassini, intégré à EvoBus depuis le début de l'année 2000.
À près de huit mètres de long, le Medio a comblé le dernier écart d'autobus du groupe Daimler. Il offrait le même équipement que les gammes d'autocars Tourismo et Travego. Aucun successeur direct n'a été développé. Le Vario Teamstar présente des similitudes avec le design d'Ernst Auwachter.